# Historia de la prensa en Sierra de la Demanda
La Historia de la prensa de Sierra de la Demanda comienza en el siglo XIX con la edición, en 1810, de panfletos en el monasterio Alveinte durante la Guerra de la Independencia.
En 1979, con la edición del n.º 0 de la revista Amigos de Hacinas, en Hacinas, se dio un gran salto en la prensa de la comarca y en la promoción del entorno. En 2003, Amigos de Hacinas alcanzó el número 100. Siete años más tarde de la edición del n.º 0, en 1986, la sociedad Colonia Huertaña, constituida por los naturales de Huerta de Rey establecidos en Madrid, empezó a publicar El Zarabí, con periodicidad cuatrimestral.
Los siguientes años aparecerían nuevas publicaciones a iniciativa de las asociaciones culturales de las diferentes localidades. Cabezón información, en Cabezón de la Sierra, publicaría un número 0 (en 1987) y un primer número el año siguiente. La asociación Concejo Cultural Peñas Santanas, de Rabanera del Pinar empezó a editar, en 1992, la revista Tañidos de Rabanera, que editó su cuarto y último número en 1996. Otras publicaciones que surgieron a iniciativa de las asociaciones culturales son Amigos de Barbadillo del Mercado (Barbadillo del Mercado), El Campanario (Rabanera), El Pinachón (Canicosa), El Rollo, revista de la Asociación Cultural Alto de la Muela (Castrillo de la Reina), Peñáguila (Mamolar) y Pinilla y el Pedroso (Pinilla de los Moros).
En 1992, la Asociación Pinares Valle (ASOPIVA) lanzó el diario Pinares Valle, desde Quintanar de la Sierra. Años más tarde, en julio de 2007, a iniciativa del empresario José Manuel González, se fundó el diario gratuito La Voz de Pinares, en Vilviestre del Pinar, que se editó hasta abril de 2012. El lugar que dejó este diario lo ocupó, en diciembre de 2012, el diario digital Pinares Noticias.